# Godfrey Reggio
Godfrey Reggio (29 de março de 1940, New Orleans) é um diretor de cinema estado-unidense especializado em documentários experimentais.

## Filmografia
- Visitors (2014)
- Naqoyqatsi (2002), também conhecido como Naqoyqatsi: Life as War
- Evidence (1995)
- Anima Mundi (1992), também conhecido como The Soul of the World
- Songlines (1989)
- Powaqqatsi (1988), também conhecido como Powaqqatsi: Life in Transformation
- Koyaanisqatsi (1982), também conhecido como Koyaanisqatsi: Life Out of Balance